# Bernardo-O’Higgins-Station
Koordinaten: 63° 19′ 15″ S, 57° 53′ 55″ W

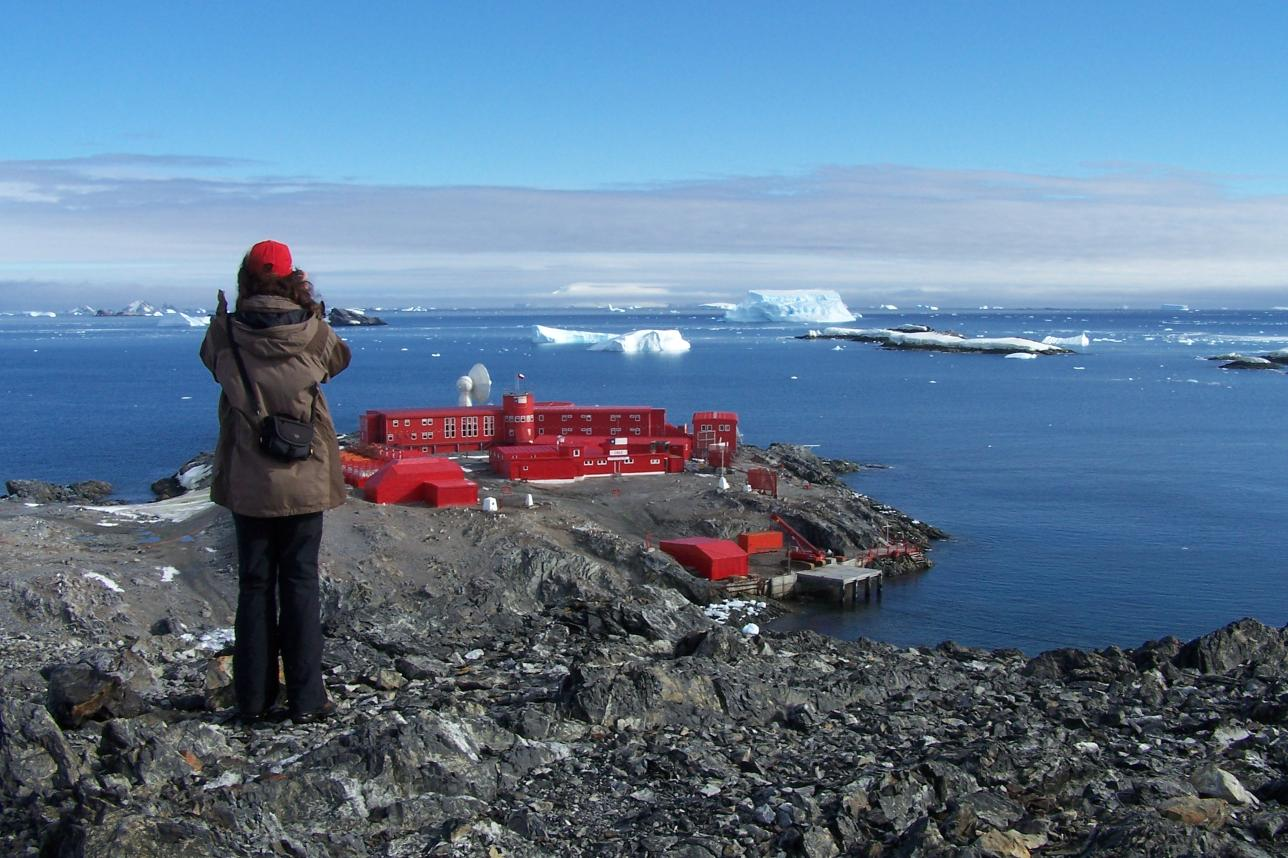
Blick auf die Station, 2011

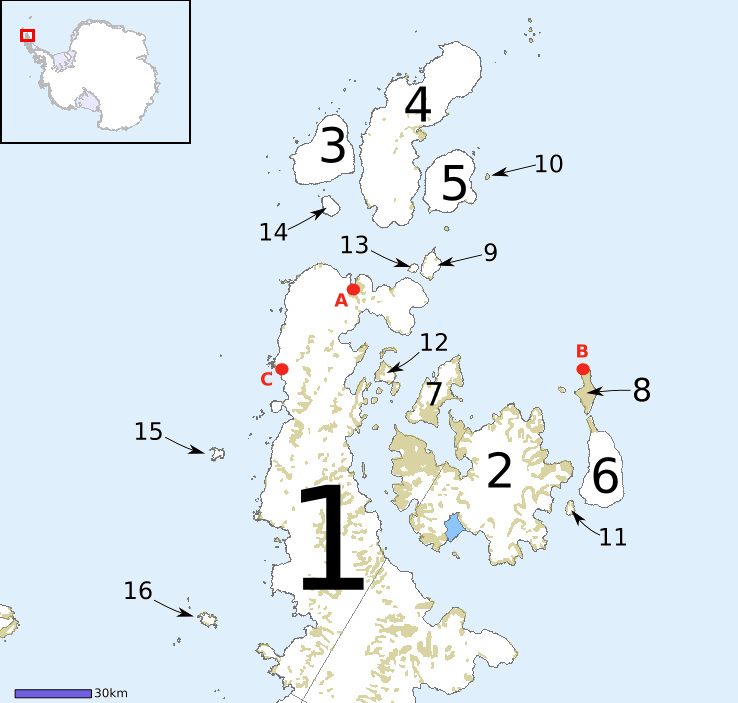
Karte der Antarktischen Halbinsel, die Station ist mit „C“ markiert

Die Bernardo-O’Higgins-Station, offizieller Name Base General Bernardo O’Higgins Riquelme, auch Base Libertador General Bernardo O’Higgins Riquelme, benannt nach Bernardo O’Higgins, ist eine permanent besetzte chilenische Forschungsstation in der Antarktika und Hauptort der Gemeinde Antártica in der chilenischen Region de Magallanes y de la Antártica Chilena. Sie liegt 63° 19′ 15″ S, 57° 53′ 55″ W auf einer Höhe von 13 m etwa 30 km südwestlich des Prime Head, dem nördlichsten Punkt der Antarktischen Halbinsel am Kap Legoupil der Trinity-Halbinsel.

## Geschichte

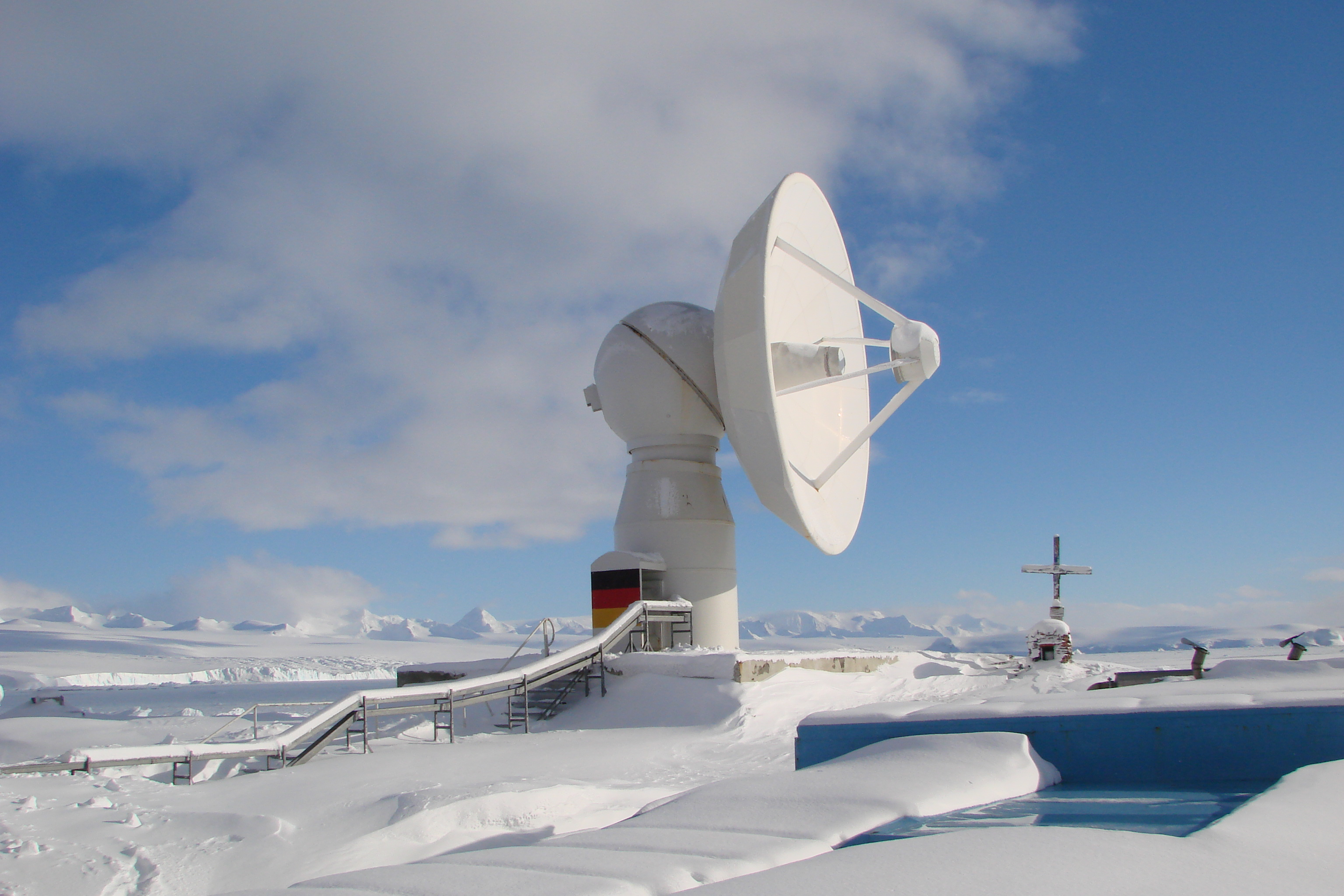
Die deutsche GARS-O’Higgins

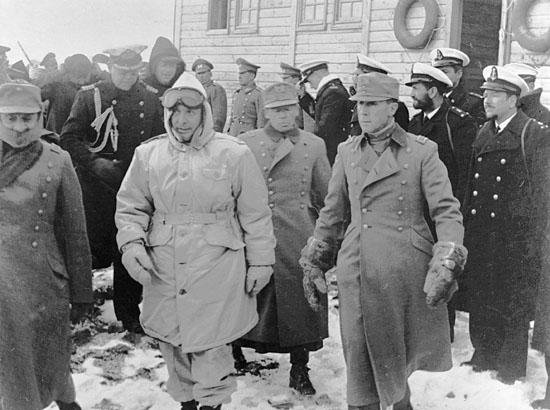
Der chilenische Präsident Gabriel González Videla bei der Einweihung der Basis am 18. Februar 1948

Die Basis wurde am 18. Februar 1948 durch die 2. Chilenische Antarktisexpedition errichtet und ist damit eine der am längsten kontinuierlich betriebenen Stationen der Antarktika. Die Mannschaft beträgt im Winter 16 Personen, die Spitzenbesetzung im Sommer liegt in der Regel bei 44 Personen. Die Stationen bietet Quartier für bis zu 60 Personen. Die Station wird von der chilenischen Armee betrieben und dort dem Departamento Antártico del Ejército (DAE). Die Station liegt am Naturhafen Covadonga Harbor.
1991 wurde an der Station die deutsche Satellitenbodenstation GARS-O’Higgins (German Antarctic Receiving Station) des Deutschen Zentrums für Luft- und Raumfahrt (DLR) errichtet. Sie wird vom DLR und dem Bundesamt für Kartographie und Geodäsie (BKG) betrieben.
Im Dezember 2020 war die Station der erste Ort in der Antarktis, an dem Menschen an COVID-19 erkrankten (siehe dazu auch COVID-19-Pandemie in der Antarktis).

## Historische Stätte
Die historische Stätte am Kap Legoupil umfasst folgende Strukturen von historischem Wert:
- die Statue von Bernardo O’Higgins vor der Station gleichen Namens, errichtet 1948 zu Ehren des ersten Präsidenten Chiles, der die Bedeutung der Antarktis erkannte. Die Stätte ist repräsentativ für Aktivitäten vor dem Internationalen Geophysikalischen Jahr und hat eine symbolische Bedeutung für die Geschichte der Erforschung der Antarktis, da im Jahre 1820 während der Regierungszeit von O’Higgins das Schiff Dragón an der Küste der Antarktis anlegte.
- die ehemalige Capitán-General-Bernardo-O’Higgins-Riquelme-Antarktisstation, am 18. Februar 1948 durch den Präsidenten der Republik Chile, Gabriel González Videla, enthüllt, dem ersten Präsidenten, der die Antarktis besuchte. Sie wird als Beispiel einer frühen Station in der modernen Antarktis-Forschung angesehen.
- die Gedenktafel für Leutnant Oscar Inostroza Contreras und Leutnant Sergio Ponce Torrealba, die am 12. August 1957 in der Antarktis umkamen.
- die Jungfrau-von-Carmen-Grotte, in der Umgebung der Basis, gebaut in den 1970er Jahren, die als Ort der spirituellen Einkehr für die Mitarbeiter der verschiedenen Antarktisstationen und -expeditionen dient.

Die Station wurde auf Vorschlag Chiles im Rahmen eines Antarctic Treaty Consultative Meetings in die Liste Historic Site or Monument unter Nummer 37 aufgenommen.

## Klima
Die Bernardo-O’Higgins-Station liegt klimatisch an der Grenze zwischen Polarklima (Effektive Klimaklassifikation EF) und Tundrenklima (ET). Der durchschnittliche Jahresniederschlag beträgt 771 mm und fällt gleichmäßig über das Jahr. Die Temperaturen sind ganzjährig frostig mit Januar als wärmstem Monat (Durchschnittstemperatur 1 °C) und Juli mit einer Durchschnittstemperatur von -9 °C als kältestem Monat.
|                        | Jan   | Feb   | Mär   | Apr   | Mai   | Jun   | Jul   | Aug   | Sep   | Okt   | Nov   | Dez   |   |       |
| Mittl. Temperatur (°C) | 0,5   | 0,1   | −1,4  | −4,1  | −6,3  | −8,0  | −8,5  | −8,4  | −5,6  | −3,5  | −1,7  | 0,1   | ⌀ | −3,9  |
| Mittl. Tagesmax. (°C)  | 12,0  | 10,0  | 11,5  | 5,0   | 11,5  | 10,6  | 7,0   | 12,8  | 14,0  | 9,2   | 9,2   | 10,0  | ⌀ | 10,2  |
| Mittl. Tagesmin. (°C)  | −10,1 | −14,0 | −20,0 | −25,0 | −30,0 | −34,2 | −34,4 | −33,2 | −29,2 | −26,0 | −15,0 | −10,6 | ⌀ | −23,5 |
|                        |       |       |       |       |       |       |       |       |       |       |       |       |   |       |
| Niederschlag (mm)      | 28,9  | 64,0  | 74,1  | 78,0  | 66,7  | 50,7  | 65,5  | 67,2  | 87,7  | 87,1  | 61,9  | 38,7  | Σ | 770,5 |
|                        |       |       |       |       |       |       |       |       |       |       |       |       |   |       |
| Luftfeuchtigkeit (%)   | 81    | 84    | 83    | 81    | 84    | 82    | 82    | 81    | 82    | 81    | 80    | 81    | ⌀ | 81,8  |

| −10,1 |

| −14,0 |

| −20,0 |

| −25,0 |

| −30,0 |

| −34,2 |

| −34,4 |

| −33,2 |

| −29,2 |

| −26,0 |

| −15,0 |

| −10,6 |

| −10,1 |

| −14,0 |

| −20,0 |

| −25,0 |

| −30,0 |

| −34,2 |

| −34,4 |

| −33,2 |

| −29,2 |

| −26,0 |

| −15,0 |

| −10,6 |